# Antoine René Thévenard
Pour les autres personnalités ayant le même patronyme, voir Thévenard.
Antoine René François Thévenard (1766 - vaisseau Aquilon, Aboukir, 1 août 1798) était un officier de marine français. Son nom est écrit « Henri-Alexandre Thévenard » dans certaines sources anglaises.

## Biographie
Antoine René Thévenard nait en 1766, fils de Antoine-Jean-Marie Thévenard, alors capitaine d'un navire de la Compagnie des Indes française.
Thévenard commande le vaisseau de 74 canons Wattignies pendant l'Expédition d'Irlande.
Il commande le vaisseau de 74 canons Aquilon dans la flotte de Brueys pendant la bataille d'Aboukir, où il utilise ses ancres pour orienter ses bordées sur le vaisseau amiral de Nelson, le HMS Vanguard. Le Vanguard déplore plus de 100 tués et blessés, y compris Nelson lui-même, atteint par un morceau de mitraille en plein front. 
Thévenard est tué le premier jour de la bataille.

## Sources et références
1. ↑  « Antoine René Thévenard », geneanet.org
2. ↑  Naval History of Great Britain - Vol II 1796  Expedition to Ireland